# Prioniturus mada
El lorito-momoto de Buru (Prioniturus mada) es una especie de ave psitaciforme de la familia Psittaculidae endémica de Indonesia. 

## Descripción
El lorito momoto de Buru es un loro de plumaje principalmente verde y de longitud cercana a 32 cm. Las coberteras bajo sus alas, cola y zona perianal son de color amarillo. Su pico es negruzco y más claro en la base. El macho adulto tiene el píleo y la nuca azulados, además de parte de la espalda y los hombros. La hembra tiene azulada una pequeña zona de la nuca. Ambos sexos tienen las dos plumas centrales consistentes en un filamento pelado largo terminado en un mechón negro a modo de raqueta, que sobresalen de la cola. Los juveniles no tienen plumas en la cola con forma de raqueta.

## Distribución
Se encuentra únicamente en los bosques en la isla de Buru, en el centro-oeste de las islas Molucas (Indonesia).